# Labiobarbus

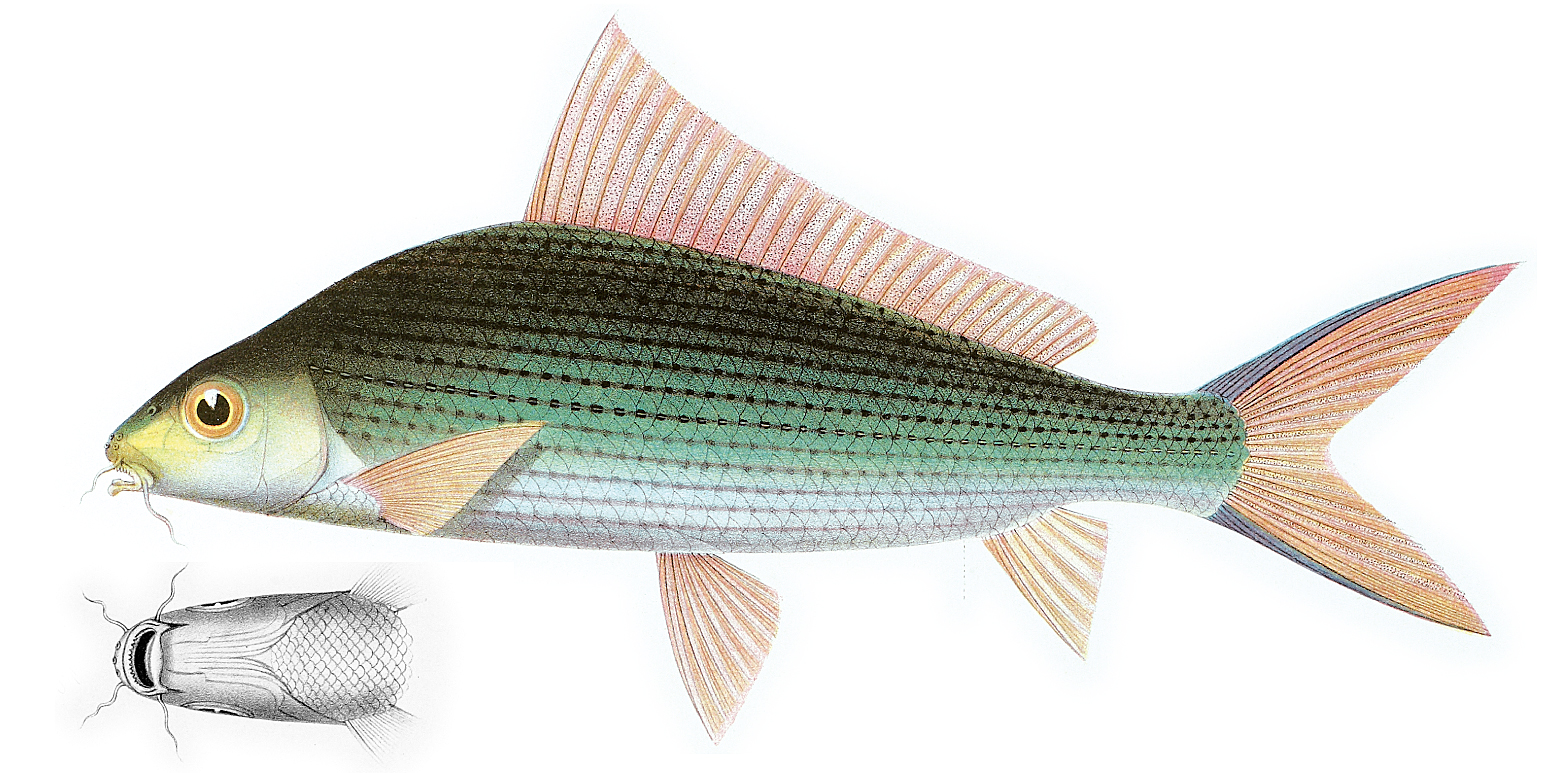
Labiobarbus fasciatus

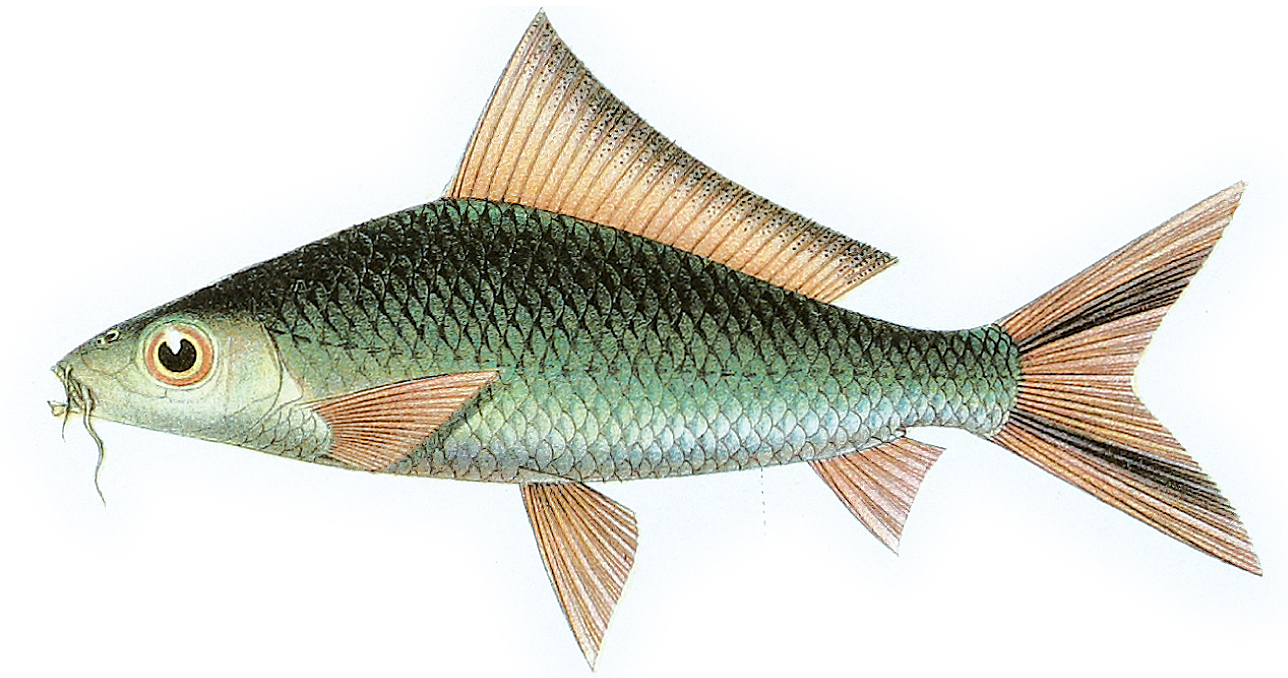
Labiobarbus festivus

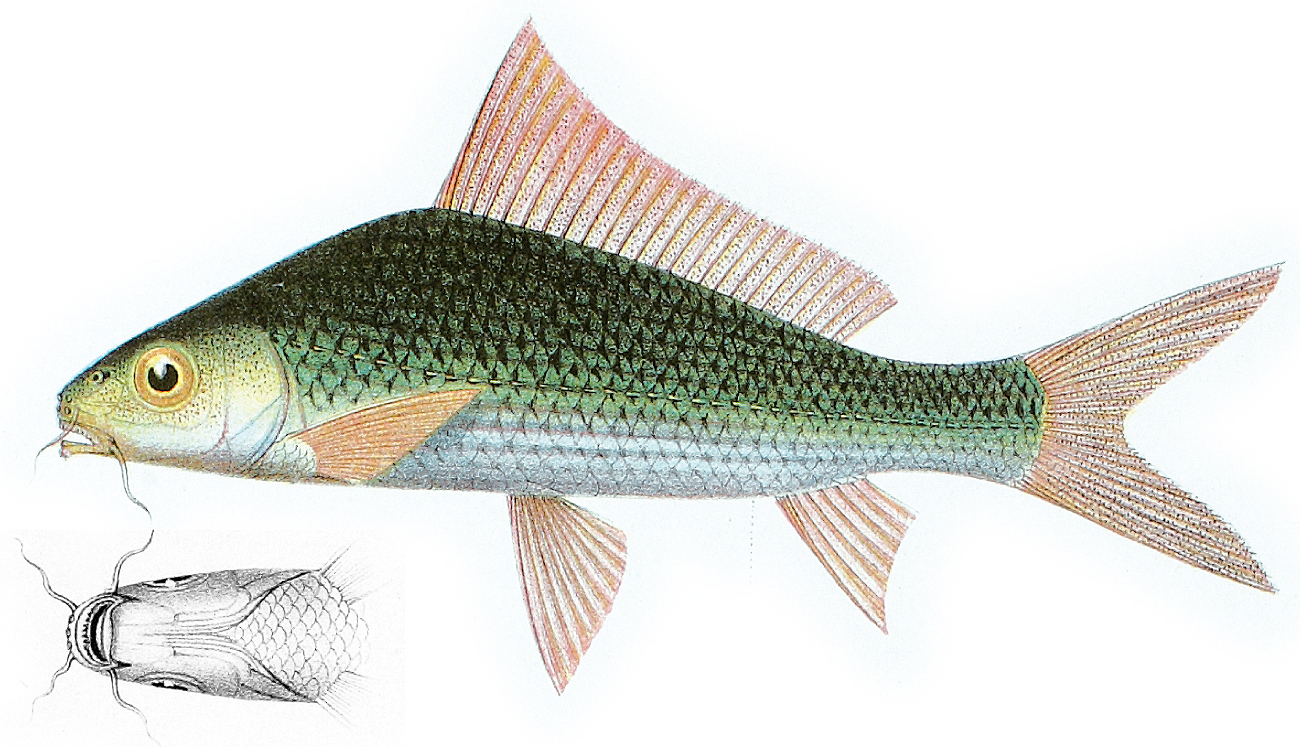
Labiobarbus leptocheilus

Labiobarbus es un género de peces de la familia Cyprinidae y de la orden de los Cypriniformes. Se encuentra en el Sudoeste Asiático.

## Especies
Tiene nueve especies reconocidas:
- Labiobarbus cyanopareja (Heckel, 1843)
- Labiobarbus fasciatus (Bleeker, 1853)
- Labiobarbus festivus (Heckel, 1843) (Signal barb)
- Labiobarbus lamellifer Kottelat, 1994
- Labiobarbus leptocheilus (Valenciennes, 1842)
- Labiobarbus lineatus (Sauvage, 1878)
- Labiobarbus ocellatus (Heckel, 1843)
- Labiobarbus sabanus (Inger & P. K. Chin, 1962)
- Labiobarbus siamensis (Sauvage, 1881)